# Juan José Caldera
Juan José Caldera Pietri (Caracas, 4 de febrero de 1948) es un abogado y político venezolano. Fue diputado a la Asamblea Nacional por el Estado Yaracuy, senador de Venezuela por Yaracuy, presidente del partido Convergencia y gobernador designado de Yaracuy desde 1979 a 1981. Después del retiro de la vida política de Rafael Caldera pasó a ser el líder del partido Convergencia.

## Biografía
Nació el 4 de febrero de 1948, en la ciudad venezolana de Caracas. Hijo del abogado Rafael Caldera, presidente de Venezuela (1969-1974; 1994-1998), y de Alicia Pietri. Se casó con Diana de Veer, con quien tuvo tres hijas: Diana Isabel, Alicia Cristina y Mariana Cecilia Caldera de Veer.
Tras realizar estudios de Derecho en la Universidad Central de Venezuela, obtuvo el título de abogado, con honor magna cum laude. Cursó un posgrado en el Instituto de Estudios Europeos de Ginebra y en la Universidad de Friburgo (Suiza). 
Fue abogado adjunto de la Procuraduría General de la República en 1973.

### Gobernador de Yaracuy
Fue gobernador del estado Yaracuy durante tres años y medio, del 15 de marzo de 1979 al 1 de noviembre de 1982. Durante su gestión: Se construyeron más de seis mil viviendas y se transformaron más de sesenta barrios en toda la geografía del estado, dotándolos integralmente de servicios. Se realizó la Autopista de Chivacoa a San Felipe y se construyeron siete avenidas urbanas. Se pavimentaron varias vías agrícolas.
Se construyó el Edificio Administrativo de la Gobernación, el Terminal de Pasajeros de La Independencia, el Teatro “Andrés Bello” y el rescate de la Zona Cultural, dieciséis edificios educacionales, tres polideportivos, dos parques, se ampliaron los hospitales y se construyeron tres ambulatorios. Se construyó el Mercado Principal de La Independencia, el Laboratorio de Minerales No-Metálicos, y se inició la Canalización de la Quebrada Guayabal. 

### Senador y diputado
Ha sido representante del Yaracuy ante el Poder Legislativo Nacional desde 1974 y por espacio de 30 años, como diputado y como senador.
Ha pertenecido a comisiones permanentes como la de Política Interior, Finanzas, Defensa, Desarrollo Regional, Desarrollo Social y actualmente preside la Comisión Permanente de la Familia, Mujer y Juventud de la Asamblea Nacional. Ha pertenecido a la Comisión Delegada, la Comisión Legislativa, la de Reforma Institucional y la de Reforma Constitucional. 
Ha trabajado en leyes como la Ley Orgánica de la Corte Suprema de Justicia, la Ley Orgánica de Descentralización y la Ley Orgánica del Sufragio. Ante la Asamblea Nacional propuso la Ley Orgánica del Poder Municipal en discusión, la Ley “Anticadenas” y la Doble Vuelta electoral. En 1975 solicitó en la Cámara de Diputados el traslado de los restos de Carmelo Fernández al Panteón Nacional.
Fue senador de 1984 a 1989 y Diputado a la Asamblea Nacional de Venezuela de 2000 a 2006.

## Condecoraciones
- Orden "Francisco de Miranda", primera clase (1979)
- Orden "Diego de Losada", primera clase (1984)
- Orden "San Gregorio Magno", comendador (1982) (Santa Sede)
- Cruz del Ejército, segunda clase (1982)
- Cruz de las Fuerzas Armadas de Cooperación, segunda clase (1982).